# Csaba Bukta
Csaba Bukta (* 25. Juli 2001 in Törökszentmiklós) ist ein ungarischer Fußballspieler.

## Karriere

### Verein
Bukta begann seine Karriere beim Törökszentmiklósi FC. Zur Saison 2015/16 wechselte er in die Akademie des Debreceni Vasutas SC. In der Winterpause der Saison 2017/18 wechselte er nach Österreich in die Akademie des FC Red Bull Salzburg.
Im Februar 2019 stand er gegen den SV Horn erstmals im Kader des Farmteams der Salzburger, dem FC Liefering. Sein Debüt für Liefering in der 2. Liga gab er im März 2019, als er am 18. Spieltag der Saison 2018/19 gegen die Zweitmannschaft des FK Austria Wien in der Halbzeitpause für Alexander Schmidt eingewechselt wurde. In jenem Spiel erzielte er in der 62. Minute den Treffer zum 1:1-Endstand. Für Liefering kam er in eineinhalb Jahren zu 27 Zweitligaeinsätzen, in denen er neun Tore erzielte.
Im Januar 2021 wurde er an den Bundesligisten SCR Altach verliehen. Bis zum Ende der Leihe kam er zu 17 Einsätzen in der Bundesliga für die Vorarlberger. Im Juli 2021 wurde er von Altach fest verpflichtet und erhielt einen bis Juni 2024 laufenden Vertrag. Insgesamt kam er zu 46 weiteren Bundesligaeinsätzen, ehe sein Vertrag im Januar 2024 aufgelöst wurde.
Im März 2024 kehrte er dann in seine Heimat zurück und wechselte zum Zweitligisten Vasas Budapest.

### Nationalmannschaft
Bukta spielte 2017 erstmals für die ungarische U-16-Auswahl. Zwischen 2017 und 2018 kam er zudem für die U-17-Mannschaft der Ungarn zum Einsatz. Im Oktober 2019 kam er zu drei Einsätzen für die U19-Junioren.